# Agenția Națională pentru Ocuparea Forței de Muncă

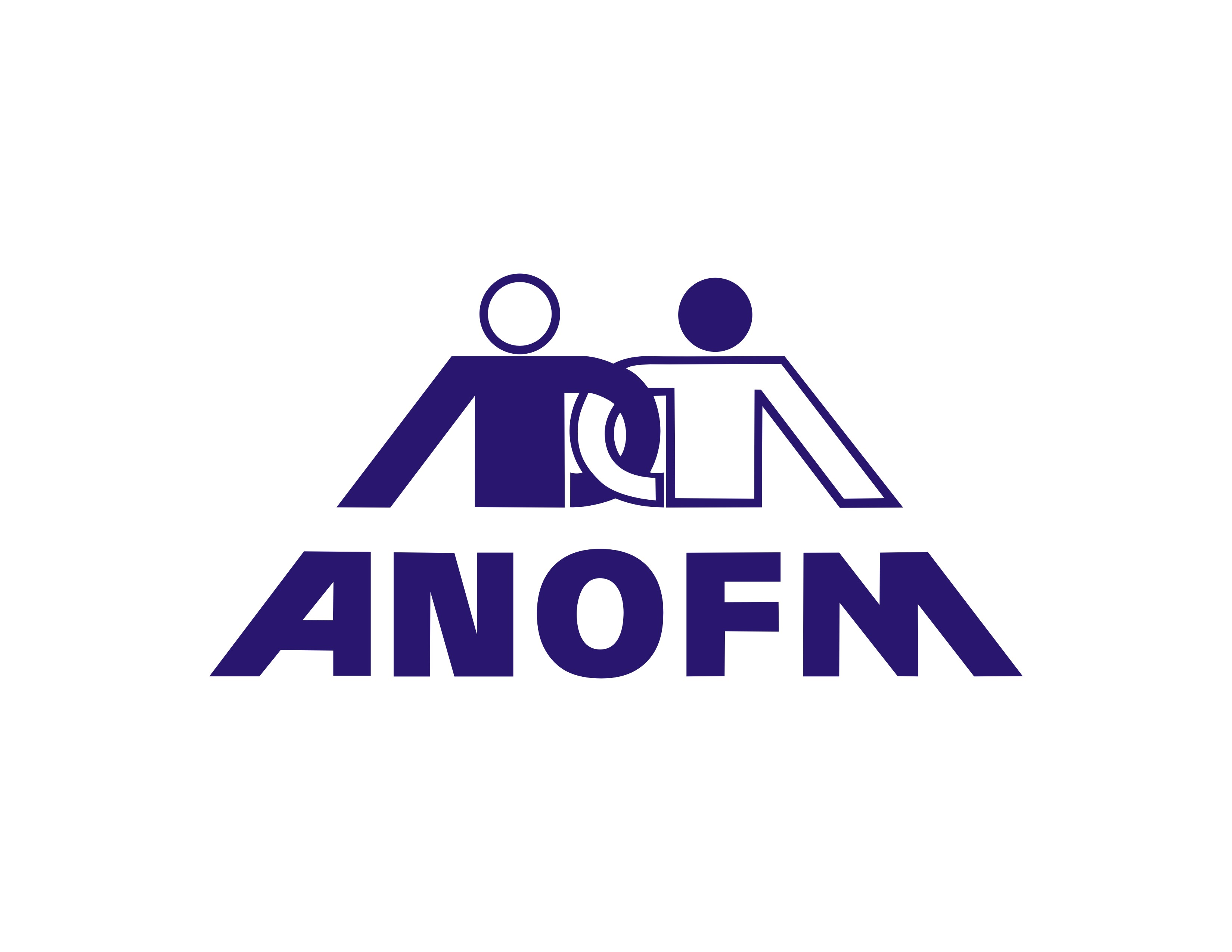
Logo

Agenția Națională pentru Ocuparea Forței de Muncă (ANOFM) este o instituție publică de interes național din România, cu personalitate juridică, aflată sub autoritatea Ministerului Muncii și Justiției Sociale .
Prin Legea nr. 145 /1998, a fost reglementată înființarea, organizarea și funcționarea Agenția Națională pentru Ocupare și Formare Profesională, instituție publică de interes național, cu personalitate juridică, cu conducere tripartită.
Prin Ordonanța de Urgență nr. 294 / 2000 a fost modificată și completată Legea nr. 145 / 1998, noua denumire a instituției fiind Agenția Națională pentru Ocuparea Forței de Muncă.
Ulterior Legea 145 a fost abrogată și practic înlocuită de Legea nr 202/2006 privind organizarea și funcționarea Agenției Naționale pentru Ocuparea Forței de Muncă , aceasta aliniind prevederile legale la standardele europene.
Pentru organizarea și coordonarea activităților specifice la nivel județean și la nivelul municipiului București, Agenția Națională pentru Ocuparea Forței de Muncă are în subordine agenții constituite la nivel județean și  al municipiului București, unități cu personalitate juridică.
ANOFM coordonează structurile sale teritoriale, și anume:
- Agenția Municipală pentru Ocuparea Forței de Muncă București;
- 41 de agenții județene(în cadrul cărora funcționează agenții locale și puncte de lucru);
- 8 centre regionale de formare profesională a adulților;
- 23 centre proprii de formare profesională;
- Centrul Național de Formare Profesională a Personalului Propriu Râșnov.

Agenția Națională pentru Ocuparea Forței de Muncă este organizată și funcționează pe principiu tripartit, este condusă de un consiliu de administrație și aplică politicile și strategiile  privind ocuparea forței de muncă și formarea profesională a persoanelor aflate în căutarea unui loc de muncă, elaborate de Ministerul Muncii și Justiției Sociale. 

## Obiective pe piața muncii:
Conform Legii nr. 76/2002 privind sistemul asigurărilor pentru șomaj și stimularea ocupării forței de muncă, cu completările și modificările ulterioare, instituția are drept scop realizarea următoarelor obiective pe piața muncii:
- prevenirea șomajului și combaterea efectelor sociale ale acestuia; încadrarea sau reîncadrarea în muncă a persoanelor în căutarea unui loc de muncă;

- sprijinirea ocupării persoanelor aparținând unor categorii defavorizate ale populației;

- asigurarea egalității șanselor pe piața muncii;
- stimularea șomerilor în vederea ocupării unui loc de muncă;
- stimularea angajatorilor pentru încadrarea persoanelor în căutarea unui loc de muncă;
- îmbunătățirea structurii ocupării pe ramuri economice și zone geografice;
- creșterea mobilității forței de muncă în condițiile schimbărilor structurale care se produc în economia națională;
- protecția persoanelor în cadrul sistemului asigurărilor pentru șomaj.

## Conducerea
Președinții ANOFM:
- Dorin Nicolae Pârvu: 15 decembrie 1998 - 10 ianuarie 2001
- Ioan Cindrea: 10 ianuarie 2001 - 1 octombrie 2004
- Valentin Mocanu: 1 octombrie 2004 - 24 ianuarie 2005
- Silviu Bian: 2005 - 2007
- Ionel Muscalu: 4 mai 2007 - 10 ianuarie 2009
- Silviu Bian: 10 ianuarie 2009 - 16 octombrie 2011
- Elvira Rodica Andronescu: 30 noiembrie 2011 - 28 mai 2012
- Cristiana Barbu: 28 mai 2012 - 25 mai 2016
- Marcel-Dumitru Miclău: 26 august 2016 - 5 ianuarie 2017
- Cristiana Barbu: 5 ianuarie 2017 - 12 iulie 2018
- Daniela Barbu: 12 iulie 2018 - 20 noiembrie 2019
- Emanuel Victor Picu: 15 ianuarie 2020 - 13 august 2020
- Maria Mareș: 9 octombrie 2020 - 01 februarie 2022
- Octavian - Daniel Chelemen:  01 februarie 2022 - 06 aprilie 2022
- Florin-Irinel Cotoșman: 06 aprilie 2022 - prezent